# Laura Quevedo
Laura Quevedo Cañizares (Coslada, 15 aprile 1996) è una cestista spagnola.

## Carriera
Con la Spagna ha disputato i Giochi olimpici di Rio de Janeiro 2016, i Giochi del Mediterraneo 2018 e i Campionati europei del 2021.